# İdris Nebi Taşkan
İdris Nebi Taşkan (Isztambul, 1997. augusztus 18. –) török kosárlabdázó, színész.

## Életpályája
1997-ben született Isztambulban, ikertestvérével, Zelallal. Háztartásbeli anyja és szálloda menedzserként dolgozó apja 11 éves korában elváltak. Fiatalon kezdett el kosárlabdázni, s a profi Büyükçekmece Basketbol SK csapatánál kötött ki (köszönhette ezt 190 cm-es magasságának). A sportnak köszönhetően figyeltek fel rá a filmes szakemberek, és hívták meg különböző sorozatokba játszani.
17 évesen a Szulejmán című kalandfilmsorozatban tűnt fel először (2014), egy-két epizód erejéig, majd a Poyraz Karayel című televíziós sorozat második évadában. A jelentős áttörést filmes karrierjében a 2016-os ifjúsági sorozat, az Arkadaşlar İyidir hozta meg számára, ahol már főszereplőként debütálhatott. A Star TV 2017-ben induló sorozatában, a Fazilet asszony és lányaiban megkapta Yasin szerepét, majd a Kegyetlen városban Civan Yılmazt, a jobb megélhetés reményében a családjával Isztambulba költöző, 19 éves jószívű, de lobbanékony fiút játszotta.

## Filmográfia

### Filmek
| Év   | Magyar cím (Eredeti cím) | Műfaj      | Karakter       | Magyar hang |
| ---- | ------------------------ | ---------- | -------------- | ----------- |
| 2019 | (Özgür Dünya)            | kalandfilm | Tolga          |             |
| 2019 | (Malum & Malus)          | rövidfilm  | a Hit küldötte |             |

### Sorozatok
| Év         | Magyar cím : Alcím Eredeti cím : Alcím             | Műfaj               | Karakter      | Magyar hang  | Megjegyzés                                 |
| ---------- | -------------------------------------------------- | ------------------- | ------------- | ------------ | ------------------------------------------ |
| 2014       | Szulejmán Muhteşem Yüzyıl                          | kaland              |               |              | 4. évad 30–34. epizód                      |
| 2015       | Poyraz Karayel                                     | dráma               |               |              | 2. évad 6–13. epizód                       |
| 2016       | Arkadaşlar İyidir                                  | dráma               | Eren Kahraman |              |                                            |
| 2017– 2018 | Fazilet asszony és lányai Fazilet Hanım ve Kızları | dráma               | Yasin         | Czető Roland | Angol címe: Mrs. Fazilet and Her Daughters |
| 2019– 2020 | Kegyetlen város Zalim İstanbul                     | dráma               | Civan Yılmaz  | Czető Roland | Angol címe: Ruthless City                  |
| 2021       | Ölüm Zamanı                                        | thriller            |               |              |                                            |
| 2021       | A sors játéka Baht Oyunu                           | romantikus vígjáték | Rüzgar Akcan  |              |                                            |